# Ángel Rama
Ángel Antonio Rama Facal (pronúncia espanhola: [ˈaŋxel rama]; Montevidéu, 30 de abril de 1926 – Mejorada del Campo, 27 de novembro de 1983) foi um escritor, crítico acadêmico e literário uruguaio, conhecido por seu trabalho sobre o modernismo e por sua teorização do conceito de "transculturação".

## Biografia
Nascido em Montevidéu de imigrantes galegos, Rama estudou no Collège de France. Casou-se duas vezes: em 1950, com a poetisa Ida Vitale, com quem ele teve dois filhos, Claudio e Amparo; e depois de separar-se de Vitale em 1969, com Marta Traba, uma célebre crítica de arte, originalmente de Buenos Aires.
Na década de 1960, após vários anos ensinando nos níveis secundário e universitário, tornou-se diretor do departamento de literatura hispano-americana da Universidade da República, a universidade estatal uruguaia. Também fundou as editoras Editorial Arca em Montevidéu e Editorial Galerna em Buenos Aires. Durante a década de 1970, foi professor em várias universidades nas Américas e atuou como consultor literário da Biblioteca Ayacucho em Caracas. O Golpe de Estado do governo uruguaio surpreendeu-o em 27 de junho de 1973, enquanto residia na Venezuela . Por isso, viveu no exílio pelo resto da vida.
Foi membro da "Geração de 45" do Uruguai, também conhecida como "Geração Crítica": Carlos Maggi, Manuel Flores Mora, Emir Rodríguez Monegal, Idea Vilariño, Carlos Real de Azúa, Carlos Martínez Moreno, Mario Arregui, Mauricio Muller, José Pedro Díaz, Amanda Berenguer, Tola Invernizzi, Mario Benedetti, Ida Vitale, Líber Falco, Juan Cunha, Juan Carlos Onetti, entre outros.
Contribuiu frequentemente para a revista semanal Marcha até sua repressão em 1974 pelo governo militar de Juan María Bordaberry. Publicou importantes estudos sobre as escritas de Ruben Darío, Jose Marti, Jose Maria Arguedas, Juan Carlos Onetti, Gabriel Garcia Marquez e Mario Vargas Llosa, entre outros. Três de seus trabalhos seminais são Transculturacion narrativa en America Latina, La ciudad letrada e Las mascaras democraticas del modernismo. O interesse e o estudo de Rama pelas relações entre alfabetização, poder e os complexos espaços urbanos da América Latina levaram-no a desenvolver o conceito de "cidade com letras", na qual entrelaçam redes de várias formas de alfabetização.
Em 1979, Rama recebeu uma nomeação como professor na Universidade de Maryland e com Traba se estabeleceram nas proximidades de Washington, DC. No entanto, em 1982 tiveram o visto de residente negado e foram forçados a deixar os Estados Unidos. O casal se mudou para Paris, onde morava no início de 1983, quando Traba recebeu a cidadania colombiana pelo presidente Belisario Betancur.
Morreu no acidente com o voo Avianca 011 no Aeroporto de Barajas, junto com Marta Traba, o escritor mexicano Jorge Ibargüengoitia e o poeta peruano Manuel Scorza, enquanto os quatro viajavam de Paris à Colômbia para uma conferência internacional de escritores latino-americanos.

## Trabalhos
- Los contestatarios del poder
- La novela latinoamericana 1920-1980
- Transculturación narrativa en América Latina (1982)
- La ciudad letrada (1984)
- Diario 1970-1983 (póstumo)